# Banian (caste)
Pour les articles homonymes, voir Banian.

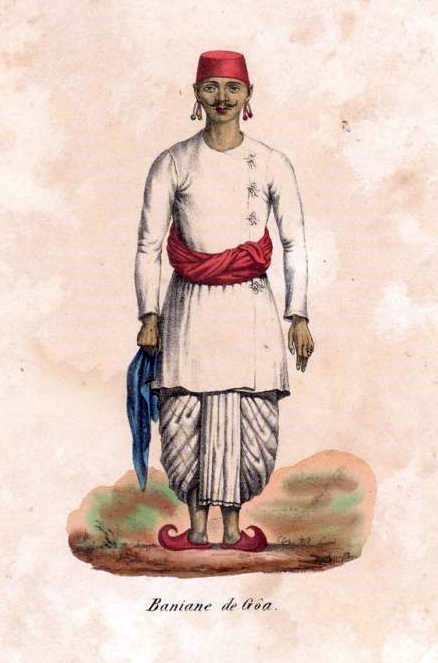
Un Banian de Goa (ici potentiellement un shett, surnom donné à la communauté concanaise des daivadnya) au début du XIXe siècle.

Les Banian (Baniya, Vani et Vania) sont une sous-caste (jati) de commerçants, banquiers, prêteurs sur gage, marchands de grains ou d'épices, et aujourd'hui aussi dans de nombreux autres domaines. Le terme a une plus large acception au Bengale qu'ailleurs en Inde, où il s'applique à des castes particulières.

## Étymologie
« Bania » est dérivé du mot sanskrit « vaṇij » ou « baṇij », qui signifie « marchand ». Dans l'ouest de l'Inde, ils sont appelés « Vani » ou « Vania ». Au Bengale, le terme est appliqué à toutes les personnes impliquées dans le prêt d'argent et les activités similaires ; ailleurs en Inde il ne s'applique qu'à des castes particulières. Orthographié banyan par Paul Nizan dans « Aden Arabie » : les changeurs banyans assis, en redingotes luisantes, sur le pas de leur porte font rouler d'une main à l'autre des piles de roupies, de souverains et de ces dollars de Marie-Thérèse...